# Transylvania Open
El torneig de Cluj-Napoca, conegut oficialment com a Transylvania Open, és una competició tennística professional que es disputa sobre pista dura disputat al BTarena de Cluj-Napoca (Romania). Pertany als WTA 250 del circuit WTA femení i es va crear l'any 2021.

## Palmarès

### Individual femení
| Any  | Campiona            | Finalista           | Resultat      |
| ---- | ------------------- | ------------------- | ------------- |
| 2025 | Anastassia Potàpova | Lucia Bronzetti     | 4−6, 6−1, 6−2 |
| 2024 | Karolína Plísková   | Ana Bogdan          | 6−4, 6−3      |
| 2023 | Tamara Korpatsch    | Elena-Gabriela Ruse | 6−3, 6−4      |
| 2022 | Anna Blinkova       | Jasmine Paolini     | 6−2, 3−6, 6−2 |
| 2021 | Anett Kontaveit     | Simona Halep        | 6−2, 6−3      |

### Dobles femenins
| Any  | Campiones                        | Finalistes                                  | Resultat         |
| ---- | -------------------------------- | ------------------------------------------- | ---------------- |
| 2025 | Magali Kempen Anna Sisková       | Jaqueline Cristian Angelica Moratelli       | 6−3, 6−1         |
| 2024 | Caty McNally Asia Muhammad       | Harriet Dart Tereza Mihalíková              | 6−3, 6−4         |
| 2023 | Jodie Burrage Jil Teichmann      | Léolia Jeanjean Valeriya Strakhova          | 6−1, 6−4         |
| 2022 | Kirsten Flipkens Laura Siegemund | Kamilla Rakhimova Iana Sízikova             | 6−3, 7−5         |
| 2021 | Irina Bara Ekaterine Gorgodze    | Aleksandra Krunić Lesley Pattinama Kerkhove | 4−6, 6−1, [11−9] |